# Acolasis leucocyma
Coenipeta leucocyma là một loài bướm đêm trong họ Erebidae.